# Нефтехимик (дворец культуры, Кременчуг)
ДК «Нефтехимик» — дворец культуры, принадлежащий Кременчугскому нефтеперерабатывающему заводу (Полтавская область, Украина). Помимо концертного зала и разнообразных секций, во дворце размещается кинотеатр и музей истории завода.

## История
Дворец культуры «Нефтехимик» был построен в Кременчуге в советский период, во время активной застройки нового городского района Молодёжное. Дворец был построен по типовому проекту ДК на 700 мест номер 264-12-50. Данный проект применялся также в других городах СССР (в частности, в Энергодаре и Набережные Челны). Строительство было завершено в 1979 году, торжественное открытие состоялось 29 сентября. Барельеф на здании был выполнен Николаем Анисимовым, получившим впоследствии звание заслуженного художника Украины. Помимо концертного зала, в ДК разместились 4 хореографических зала, хоровые классы, зеркальный зал и библиотека.
В феврале 2007 года во дворце открылся музей истории нефтеперерабатывающего завода. Идея создания музея появилась во времена первого директора завода Ивана Георгиевича Пригорнева. В 1968 году при заводе была создана комната-музей, вскоре закрывшаяся. В 2003 году было принято решение о создании современного обновлённого музея. Создание музея на базе ДК было начато в 2004 году, открытие состоялось в феврале 2007 года.
В 2009 году в здании был открыт кинотеатр на 86 мест.